# Karol Lipiński
Karol Józef Lipiński (ur. 30 października 1790 w Radzyniu Podlaskim, zm. 16 grudnia 1861 w Urłowie) – polski skrzypek, kompozytor, dyrygent i pedagog.

## Życiorys
Od wczesnego dzieciństwa przejawiał wybitne zdolności muzyczne. Gry na skrzypcach uczył się od piątego roku życia – początkowo od ojca, Feliksa (1765-1847) – kapelmistrza orkiestry w majątku Potockich w Radzyniu Podlaskim.

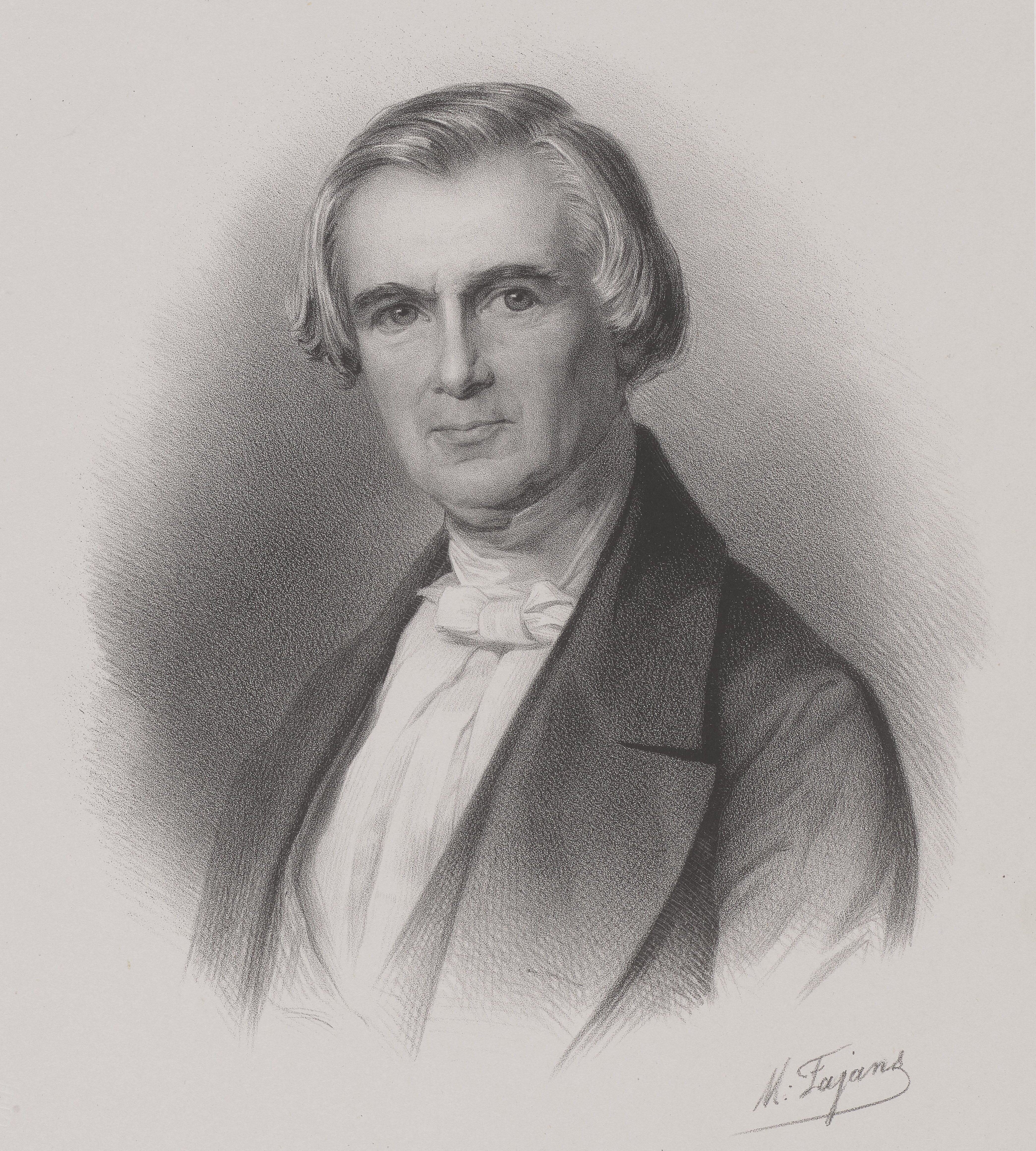
Lipiński na litografii Maksymiliana Fajansa (1850)

Po przeniesieniu się Lipińskich w 1799 do Lwowa grał w orkiestrze prowadzonej przez ojca w domu Adama Starzeńskiego oraz w zespołach kameralnych. Pod koniec 1809 został koncertmistrzem orkiestry teatru niemieckiego we Lwowie (obowiązujący do 1842 przywilej teatralny obejmował tylko teatr niemiecki – polscy aktorzy działali wyłącznie na podstawie nie zawsze formalnych umów z przedsiębiorcami austriackimi). Po dwóch latach pracy w orkiestrze został jej kapelmistrzem. We Lwowie mieszkał przez 40 lat do 1839, pracując jako dyrygent, a później – dyrektor orkiestry. We Lwowie powstała zdecydowana większość jego kompozycji, m.in. trzy symfonie (Es-dur, B-dur, Uwertura D-dur), trzy koncerty skrzypcowe, kaprysy, polonezy oraz kilka śpiewogier („oper”): Syrena z Dniestru, mająca swą prapremierę we Lwowie w 1814, Kłótnia przez zakład i Terefere i Tarapacie.
W 1812 odbył podróż do Warszawy, aby zapoznać się z pracą teatru operowego.
W 1814 wyjechał do Wiednia, aby poznać sławnego wówczas niemieckiego skrzypka-wirtuoza Louisa Spohra. Po tym spotkaniu postanowił obrać karierę koncertującego skrzypka, a po powrocie do Lwowa porzucił pracę w teatrze i zajął się doskonaleniem gry na skrzypcach. Równocześnie komponował i zajmował się działalnością pedagogiczną.
Pod koniec października 1817 udał się na koncerty do Włoch. 17 kwietnia i 24 maja 1818 koncertował z Niccolò Paganinim. W latach 1819–1824 koncertował w Kijowie, Krakowie, Poznaniu, Berlinie, Lipsku i Wrocławiu, Wilnie, Krzemieńcu i Kamieńcu Podolskim. W tym czasie stworzył wiele utworów.
W 1823 koncertował w Kijowie wspólnie z Marią Szymanowską. W grudniu 1827 i na początku 1828 dał pięć koncertów w Teatrze Narodowym w Warszawie, po których otrzymał zaszczytną nominację na pierwszego skrzypka Dworu Królewsko-Polskiego.
14 lipca 1829 podczas uroczystości koronacyjnych Mikołaja I, na które przybył również Paganini, z którym koncertował na Zamku Królewskim w Warszawie, wywołując w prasie warszawskiej gorącą polemikę na temat wyższości ich gry. Lipiński po powrocie z Warszawy zaniechał koncertowania i poświęcił się pracy kompozytorskiej. W 1834 rozpoczął występy z nowym repertuarem w Warszawie i Poznaniu, a w następnym roku udał się na półtoraroczną podróż artystyczną na Zachód. Udał się do Paryża. Koncertował niewiele z powodu długiej naprawy uszkodzonych skrzypiec. Z Paryża przeniósł się z koncertami do Anglii (Londyn, Manchester).
W latach 1837–1839 poczynił starania o stanowisko koncertmistrza kapeli króla saskiego w Dreźnie, które otrzymał w 1839. Niemal do ostatnich dni swojego życia jego działalność była związana z tym miastem. W 1852 za znakomite osiągnięcia Fryderyk August ofiarował artyście złoty pierścień z brylantem, zaś w 1854 został odznaczony przez króla Orderem Alberta za wybitne zasługi dla królewskiego dworu.
Współpracował z Richardem Wagnerem, przyjaźnił się z Robertem Schumannem. W Dreźnie stworzył swoje ostatnie utwory i rozwinął swoją działalność pedagogiczną, kształcąc wielu skrzypków i opiekując się młodymi talentami, takimi jak np. Henryk Wieniawski. Paganini, zapytany, kto według niego jest najlepszym skrzypkiem na świecie, odpowiedział: „Nie wiem, kto jest najlepszy, ale Lipiński ma na pewno drugie miejsce”.
W 1845 zakupił majątek Urłów koło Tarnopola, gdzie spędzał wakacje, a po przejściu na emeryturę przeniósł się tam na stałe i zmarł na astmę w 1861. Po jego śmierci Urłów przeszedł w ręce synów kompozytora, Gustawa i Konstantego. Lipiński w testamencie przeznaczył majątek w Urłowie na utworzenie fundacji stypendialnej jego imienia, która wspierałaby młodych skrzypków kształcących się w konserwatoriach we Lwowie, Neapolu i Wiedniu. Fundacja działała do wybuchu I wojny światowej.

## Twórczość
Spośród mało dziś znanych kompozycji Lipińskiego największe uznanie zdobył sobie II Koncert skrzypcowy D-dur op. 21, zwany także koncertem wojskowym. Oprócz niego był on twórcą czterech innych koncertów skrzypcowych (z których jeden się nie zachował), kaprysów i innych utworów wirtuozowskich, głównie na skrzypce z akompaniamentem, polonezów, rond, etiud, wariacji, muzyki do wodewilów, 2 trio smyczkowych i trzech wczesnych symfonii.

## Dzieła

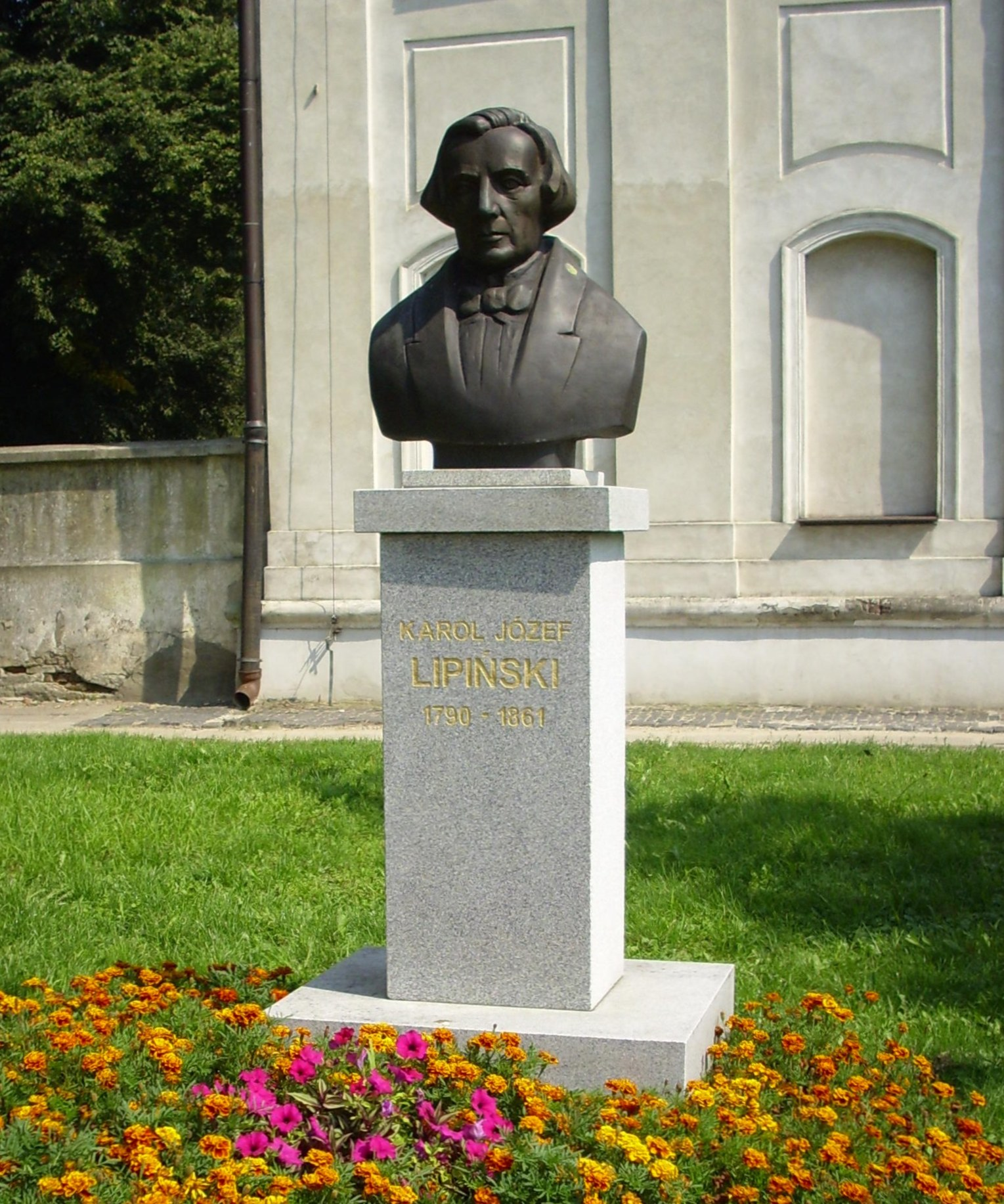
Pomnik Karola Lipińskiego w Radzyniu Podlaskim.

- Dwa polonezy op. 1 na skrzypce i orkiestrę
- Siciliano varié op. 2 na kwartet smyczkowy
- Symfonia Es-dur op. 2 nr 1 (przed 1810)
- Symfonia C-dur op. 2 nr 2 (przed 1810)
- Symfonia B-dur op. 2 nr 3 (przed 1810)
- Dwa kaprysy op. 3 na skrzypce i fortepian lub skrzypce solo
- Wariacje G-dur op. 4 na kwartet smyczkowy
- Wariacje g-moll op. 5 na skrzypce i orkiestrę
- Trzy polonezy op. 5 na fortepian
- Polonez koncertowy op. 6 na skrzypce i orkiestrę
- Rondo alla Polacca E-dur op. 7 na skrzypce i orkiestrę (przed 1817)
- Trio na dwoje skrzypiec i wiolonczelę op. 8 (1821)
- Trzy polonezy op. 9 na skrzypce i kwartet smyczkowy
- Trzy kaprysy op. 10 na skrzypce i fortepian lub skrzypce solo
- Wariacje na tematy z opery „Kopciuszek” Rossiniego op. 11
- Trio na dwoje skrzypiec i wiolonczelę A-dur op. 12
- Ronda alla Polacca op. 13 na skrzypce i orkiestrę
- I Koncert na skrzypce i orkiestrę fis-moll op. 14 (1822)
- Wariacje na temat z opery 'Pirat' Belliniego op. 15 na skrzypce i orkiestrę (ok. 1820-24)
- Duet na temat z opery 'Il Crociati di Egitto' Meyerbeera op. 16 na skrzypce i orkiestrę (ok. 1820-24)
- Rondo alla Polacca na temat pieśni polskich op. 17 na skrzypce i orkiestrę (ok. 1820-24)
- Rondeau de concert op. 18 na skrzypce i orkiestrę (ok. 1820-24)
- Souvenir de la mer Baltique, Divertissements op. 19 na skrzypce i fortepian lub skrzypce solo
- Wariacje na temat kawatiny z opery 'Cyrulik sewilski' Rossiniego na skrzypce i orkiestrę (ok. 1820-24) op. 20
- II Koncert na skrzypce i orkiestrę D-dur 'Wojskowy'(Concerto militaire) op. 21 (ok. 1826)
- Variations de bravoure sur une Romance militaire op. 22 na skrzypce i orkiestrę
- Fantaisie et variations op. 23 na motywach z opery 'Lunatyczka' Belliniego na skrzypce i orkiestrę (ok. 1824)
- III Koncert na skrzypce i orkiestrę e-moll op. 24 (1830-33)
- Adagio elegiaco op. 25 na skrzypce i orkiestrę
- Fantazja i wariacje na motywach z opery 'Hugenoci' Meyerbeera op. 26 na skrzypce i orkiestrę
- Trzy kaprysy op. 27 na skrzypce i fortepian lub skrzypce solo
- Wielka fantazja na motywach z opery 'Purytanie' Belliniego op. 28 na skrzypce i orkiestrę
- Trzy kaprysy op. 29 na skrzypce i fortepian lub skrzypce solo
- Fantazja na temat z opery 'Ernani' Verdiego op. 30 na skrzypce i fortepian lub skrzypce solo (ok. 1845)
- Fantazja na temat arii neapolitańskich op. 31 na skrzypce i fortepian lub skrzypce solo
- IV Koncert na skrzypce i orkiestrę A-dur op. 32 (1844)
- Fantazja na motywach z opery 'Krakowiacy i Górale' Stefaniego op. 33 na skrzypce i orkiestrę (przed 1826)
- Impromptus op. 34 na skrzypce i fortepian lub skrzypce solo (ok. 1842)

Nieopusowane:
- Sonet na orkiestrę (przed 1810)
- Favorite-Mazurka na orkiestrę (przed 1810)
- Polonoise guerriére  na orkiestrę (1837)

- Rodacy we Wszechnicy Wrocławskiej na 4 głosy (1826)

Sceniczne: 
- Syrena z Dniestru, opera w 2 aktach, libretto Jan Nepomucen Kamiński i Dominik Jakubowicz wyst. Lwów 1813, 1814
- Szlachta czynszowa czyli Kłótnia o wiatr, komedioopera w 1 akcie, (1810-14), libretto: Franciszek Ksawery Błotnicki, wyst. Lwów, ok. 1815
- Kłótnia przez zakład, komedioopera w 1 akcie, napisana 1812, libretto: Jan Nepomucen Kamiński, wyst. Lwów, 27 maja 1814

## Dyskografia (wybór)
- I Koncert skrzypcowy fis-moll op. 14, Rondo alla polacca op. 13, Variations de Bravoure op. 22 (2001, CPO 999 912-2) – Albrecht Breuninger – skrzypce, Polska Orkiestra Radiowa, Wojciech Rajski – dyrygent
- II Koncert skrzypcowy D-dur op. 21, III Koncert skrzypcowy e-moll op. 24, IV Koncert skrzypcowy A-dur op.32 (CPO 999 787-2) – Albrecht Breuninger, Polska Orkiestra Radiowa, Wojciech Rajski – dyrygent
- Symfonia B-dur op. 2 nr 3, Uwertura D-dur, II Koncert skrzypcowy (2003, DUX 0432) – Dominika Falger, Filharmonia Lubelska, Piotr Wijatkowski – dyrygent ()
- Trio A-dur op. 12, Polonezy op. 9 (Selene Records 2005, CD-s 0501.72) – Konstanty Andrzej Kulka skrzypce, Andrzej Gębski skrzypce, Grzegorz Chmielewski altówka, Andrzej Wróbel wiolonczela
- Fantazja na motywach opery Krakowiacy i Górale Stefaniego op. 33, Fantazja i wariacje na tematy z opery Lunatyczka Belliniego op. 23, Kaprys D-dur op. 29 nr 3, Impromptu op. 34 nr 1, Trio g-moll  op. 8 (Selene Records 1998, CD-s 9808.44) – Konstanty Andrzej Kulka skrzypce solo, Aurelia Liwanowska skrzypce, Andrzej Wróbel wiolonczela